# Ryan Hedges
Ryan Peter Hedges (Northampton, 8 luglio 1995) è un calciatore gallese, attaccante del Blackburn.

## Caratteristiche tecniche
È un'ala, capace di giocare anche da prima punta, dotata di potenza fisica e velocità.

## Carriera

### Club
Cresciuto nei settori giovanili di Everton e Swansea City, il 16 gennaio 2015 viene ceduto in prestito mensile al Leyton Orient, che viene poi protratto fino al termine della stagione. Il 1º febbraio 2016, passa con la stessa formula allo Stevenage. L'8 luglio si trasferisce, per sei mesi, allo Yeovil Town. Il 31 gennaio 2017 viene acquistato dal Barnsley, con cui firma un contratto di due anni e mezzo.

### Nazionale
Dopo aver giocato con Under-19 e Under-21, il 14 novembre 2017 debutta in nazionale maggiore nell'amichevole pareggiata per 1-1 contro Panama, sostituendo al 71º minuto Ben Woodburn.

## Statistiche

### Presenze e reti nei club
Statistiche aggiornate al 10 marzo 2018.
| Stagione         | Squadra          | Campionato       | Campionato | Campionato | Coppe nazionali | Coppe nazionali | Coppe nazionali | Coppe continentali | Coppe continentali | Coppe continentali | Altre coppe | Altre coppe | Altre coppe | Totale | Totale | Totale |
| Stagione         | Squadra          | Comp             | Pres       | Reti       | Comp            | Pres            | Reti            | Comp               | Pres               | Reti               | Comp        | Pres        | Reti        | Pres   | Reti   |        |
| ---------------- | ---------------- | ---------------- | ---------- | ---------- | --------------- | --------------- | --------------- | ------------------ | ------------------ | ------------------ | ----------- | ----------- | ----------- | ------ | ------ | ------ |
| gen.-giu. 2015   | Leyton Orient    | FL1              | 17         | 2          | FACup+CdL       | -               | -               | -                  | -                  | -                  | FLT         | -           | -           | 0      | 0      |        |
| feb.-mar. 2016   | Stevenage        | FL2              | 6          | 0          | FACup+CdL       | -               | -               | -                  | -                  | -                  | FLT         | -           | -           | 6      | 0      |        |
| 2016-gen. 2017   | Yeovil Town      | FL2              | 21         | 4          | FACup+CdL       | 2+2             | 1+0             | -                  | -                  | -                  | FLT         | 3           | 0           | 28     | 5      |        |
| gen.-giu. 2017   | Barnsley         | FLC              | 8          | 0          | FACup+CdL       | -               | -               | -                  | -                  | -                  | -           | -           | -           | 8      | 0      |        |
| 2017-2018        | Barnsley         | FLC              | 23         | 2          | FACup+CdL       | 0+3             | 0+1             | -                  | -                  | -                  | -           | -           | -           | 26     | 3      |        |
| 2018-2019        | Barnsley         | FL1              | 21         | 0          | FACup+CdL       | 2+0             | 0               | -                  | -                  | -                  | FLT         | 2           | 1           | 25     | 1      |        |
| Totale Barnsley  | Totale Barnsley  | Totale Barnsley  | 52         | 2          |                 | 5               | 1               |                    | -                  | -                  |             | 2           | 1           | 59     | 4      |        |
| 2019-2020        | Aberdeen         | SP               | 22         | 4          | CS+CdL          | 2+2             | 0               | UEL                | 6                  | 0                  | -           | -           | -           | 32     | 4      |        |
| 2020-2021        | Aberdeen         | SP               | 28         | 5          | CS+CdL          | 0+1             | 0               | UEL                | 3                  | 4                  | -           | -           | -           | 32     | 9      |        |
| 2021-gen. 2022   | Aberdeen         | SP               | 16         | 2          | CS+CdL          | 1+1             | 1+0             | UECL               | 4                  | 2                  | -           | -           | -           | 33     | 5      |        |
| Totale Aberdeen  | Totale Aberdeen  | Totale Aberdeen  | 66         | 11         |                 | 7               | 1               |                    | 13                 | 6                  |             | -           | -           | 97     | 18     |        |
| gen.-giu. 2022   | Blackburn        | FLC              | 11         | 0          | -               | -               | -               | -                  | -                  | -                  | -           | -           | -           | 11     | 0      |        |
| 2022-2023        | Blackburn        | FLC              | 43         | 4          | FACup+CdL       | 4+1             | 0               | -                  | -                  | -                  | -           | -           | -           | 48     | 4      |        |
| 2023-2024        | Blackburn        | FLC              | 17         | 2          | FACup+CdL       | 0+1             | 0               | -                  | -                  | -                  | -           | -           | -           | 18     | 2      |        |
| Totale Blackburn | Totale Blackburn | Totale Blackburn | 71         | 6          |                 | 6               | 0               |                    | -                  | -                  |             | -           | -           | 77     | 6      |        |
| Totale carriera  | Totale carriera  | Totale carriera  | 233        | 25         |                 | 22              | 3               |                    | 13                 | 6                  |             | 5           | 1           | 273    | 35     |        |

### Cronologia presenze e reti in nazionale
| Cronologia completa delle presenze e delle reti in nazionale ― Galles | Cronologia completa delle presenze e delle reti in nazionale ― Galles | Cronologia completa delle presenze e delle reti in nazionale ― Galles | Cronologia completa delle presenze e delle reti in nazionale ― Galles | Cronologia completa delle presenze e delle reti in nazionale ― Galles | Cronologia completa delle presenze e delle reti in nazionale ― Galles | Cronologia completa delle presenze e delle reti in nazionale ― Galles | Cronologia completa delle presenze e delle reti in nazionale ― Galles |
| Data                                                                  | Città                                                                 | In casa                                                               | Risultato                                                             | Ospiti                                                                | Competizione                                                          | Reti                                                                  | Note                                                                  |
| --------------------------------------------------------------------- | --------------------------------------------------------------------- | --------------------------------------------------------------------- | --------------------------------------------------------------------- | --------------------------------------------------------------------- | --------------------------------------------------------------------- | --------------------------------------------------------------------- | --------------------------------------------------------------------- |
| 14-11-2017                                                            | Cardiff                                                               | Galles                                                                | 1 – 1                                                                 | Panama                                                                | Amichevole                                                            | -                                                                     | 71’                                                                   |
| 26-3-2018                                                             | Nanning                                                               | Galles                                                                | 0 – 1                                                                 | Uruguay                                                               | Amichevole                                                            | -                                                                     | 90’                                                                   |
| 20-3-2019                                                             | Wrexham                                                               | Galles                                                                | 1 – 0                                                                 | Trinidad e Tobago                                                     | Amichevole                                                            | -                                                                     |                                                                       |
| Totale                                                                |                                                                       | Presenze                                                              | 3                                                                     |                                                                       | Reti                                                                  | 0                                                                     |                                                                       |